# Mutisia ilicifolia
Mutisia ilicifolia là một loài thực vật có hoa trong họ Cúc. Loài này được Hook. mô tả khoa học đầu tiên.